# Sredstvo za zaščito pred soncem
Sredstvo za zaščito pred soncem je zaščitni pripravek (na primer krema, losjon), ki vsebuje kemične snovi, ki absorbirajo ultravijolično sevanje, ali snovi, ki sevanje odbijajo (npr. cinkov oksid, titanov dioksid).

## Sestavine
V preteklosti so kemični pripravki za zaščito pred soncem vsebovali različne snovi, imenovane UV-filtri, ki so z absorpcijo (t. i. UV-absorberji – delujejo na osnovi kemijskih reakcij) ali odbojem oziroma uklanjanjem (t. i. UV-blokatorji – delujejo na osnovi fizikalnih procesov) preprečevali predvsem delovanje sevanj v območju UVB-žarkov, ki so približno 1000-krat močnejši povzročitelji rdečine kot UVA–žarki in povzročijo pri čezmernem izpostavljanju sončno opeklino kože. Danes zaščitni pripravki vsebujejo poleg UVB-filtrov tudi snovi, ki znižujejo prehajanje UVA-žarkov v kožo (t. i. širokospektralna zaščitna sredstva). UVA-žarki so daljših valovnih dolžin in so energetsko revnejši od UVB, vendar prodirajo globlje v kožo. Medtem ko le okrog 10% UVB-sevanja doseže bazalno plast vrhnjice nezaščitene kože, pa UVA-sevanje prehaja tudi precej globoko v usnjico in je glavni krivec pospešenega staranja.
Anorganski UV-blokatorji delujejo tako, da odbijajo ali razpršijo vidno svetlobo, UV
in infrardeče sevanje. Danes se uporabljata večinoma cinkov oksid in titanov dioksid, ki sta fotostabilna, za učinkovito delovanje pa ju je potrebno na kožo nanesti v debelem sloju, da odboj žarkov zadostuje. Organski UVB-absorberji absorbirajo UVB žarke in prehajajo v višja energetska stanja, energijo pa oddajajo v obliki toplota|toplote. Najučinkovitejša iz te skupine je PABA, vendar so zaradi poročil o kontaktnih alergijskih reakcijah večinoma nadomestili z manj učinkovitimi derivati, kot je padimat O, ki
ima manj stranskih učinkov. Cinamati, vključno z oktinoksatom in cinoksatom, so trenutno najbolj priljubljeni UVB-filtri, ker redko dražijo in zabarvajo kožo, vendar so manj učinkoviti in vodoodporni
kot padimidat O in je zato treba izdelke s cinamati na kožo nanašati pogosteje.
Organski UVA-absorberji nudijo širokospektrsko UVB- in UVA-zaščito. Med njimi so najpomembnejši benzofenoni. V uporabi so trije benzofenoni: oksibenzon, sulisobenzon in dioksibenzon.

## Uporaba
Prvotni namen zaščitnih sredstev pred UV-žarki je bil preprečevanje sončnih opeklin, ob vse številčnejših dokazih o fotokarcinogenezi pa so tovrstni izdelki dobili pomembno vlogo pri zmanjšanjem tveganju za nastanek aktiničnih keratoz in
kožnih rakov. Uporaba izdelkov z zaščitnim delovanjem pred UV-žarki je namenjena dodatni zaščiti v pogojih, ko naravna zaščita (izogibanje aktivnosti na prostem, uporaba zaščitne obleke in pokrival) ni zanesljiva, in na predelih telesa, ki so stalno izpostavljeni soncu. Nikakor ne sme biti uporaba teh sredstev namenjena nadomeščanju naravne zaščite ali celo podaljševanju izpostavljanja soncu.

## Učinkovitost
Za vrednotenje učinkovitosti sredstev za zaščito pred soncem se uporablja sončni zaščitni faktor (ZF, angl. SPF, Sun Protection Factor). Opredeljen je kot razmerje med minimalnim odmerkom UV-žarkov za nastanek rdečine na koži (minimalni eritemski odmerek  MED, angl. Minimum Erythemal Dose), ki jo ščiti izdelek za zaščito pred soncem, in minimalnim odmerkom UV-žarkov za nastanek rdečine na
isti nezaščiteni koži:
{\displaystyle ZF={\frac {[MED]_{\hbox{zavarovana koža}}}{[MED]_{\hbox{nezavarovana koža}}}}}
Če ima določen pripravek ZF 4, pomeni, da smo po njegovi uporabi lahko na soncu 4-krat dlje, kot če bi bili nezavarovani. SPF je že po definiciji uporaben za vse tipe kože in je neodvisen od vira UV-sevanja, je pa odvisen od debeline sloja nanesenega pripravka. Zato je pomembno, koliko pripravka si oseba nanese na kožo. V raziskavah so dokazali, da v praksi nanašamo na kožo bistveno manjše količine, od priporočenih, s tem pa se zniža dejanski zaščitni faktor pripravka. K nezadostnemu nanosu in posledičnemu znižanju SPF lahko prispevajo tudi lastnosti samega izdelka, na primer opačnost anorganskih in mastnost organskih sredstev.
Princip določanja zaščitnega faktorja je opazovanje rdečine na koži. Ker so žarki UVB dosti močnejši povzročitelji rdečine, ta metoda zajame predvsem vpliv UVB žarkov na kožo. Za določanje učinkovitosti UVA-filtrov se uporablja UVA-zaščitni faktor, ki ga opredeljuje razmerje med minimalnim odmerkom UVA, potrebnim za obstojno pigmentacijo na zaščiteni koži in minimalnim odmerkom UVA,
potrebnim za minimalni učinek pigmentacije na isti nezaščiteni koži.

## Stopnja zaščite
Glede na zaščitni faktor poznamo izdelke z različno stopnjo zaščite:
- nizka zaščita (ZF 6–10)
- srednja zaščita (ZF 15–25)
- visoka zaščita (ZF 30–50)
- zelo visoka zaščita (ZF 50+).